# Eilema pulverosa
Eilema pulverosa là một loài bướm đêm thuộc phân họ Arctiinae, họ Erebidae.